# Lasioglossum iwatai
Lasioglossum iwatai là một loài Hymenoptera trong họ Halictidae. Loài này được Sakagami mô tả khoa học năm 1968.